# Torneo Apertura 2024 Femenina de Costa Rica
El Torneo Apertura 2024 Femenina de Costa Rica fue la 28ª edición de la Primera División Femenina de Costa Rica, denominada Liga Promerica por motivos de patrocinio. El torneo lo organiza la Unión Femenina de Fútbol de Costa Rica (UNIFFUT).
Antes del inicio del campeonato, el 18 de diciembre de 2023, el equipo Club Sport Herediano anunció que abandona el fútbol femenino de la primera división, las secciones de las categorías U-20, U-17, U-15 y U-13 se mantendrían participando en las competiciones de la UNIFFUT. La organización UNIFFUT comunicó que el Puerto Viejo Fútbol Club adquirió la franquicia del Club Sport Herediano.

## Sistema de competición
El torneo de la Primera División Femenina, está conformado en dos partes:
- Fase de clasificación: Se integra por las 14 jornadas del torneo.
- Fase final: Se integra por los partidos de semifinal y final.

### Fase de clasificación
En la fase de clasificación se observa el sistema de puntos. La ubicación en la tabla general, está sujeta a las siguientes condiciones:
- Por juego ganado se obtendrán tres puntos.
- Por juego empatado se obtendrá un punto.
- Por juego perdido no se otorgan puntos.

En esta fase participan los 8 clubes de la Primera División Femenina jugando en cada torneo todos contra todos durante las 14 jornadas respectivas, a visita recíproca.
El orden de los clubes al final de la fase de clasificación del torneo corresponderá a la suma de los puntos obtenidos por cada uno de ellos y se presentará en forma descendente. Si al finalizar las 14 jornadas del torneo, dos o más clubes estuviesen empatados en puntos, su posición en la tabla general será determinada atendiendo a los siguientes criterios de desempate:
1. Mayor diferencia positiva general de goles. Este resultado se obtiene mediante la sumatoria de los goles anotados a todos los rivales, en cada campeonato menos los goles recibidos de estos.
2. Mayor cantidad de goles a favor, anotados a todos los rivales dentro de la misma competencia.
3. Mejor puntuación particular que hayan conseguido en las confrontaciones particulares entre ellos mismos.
4. Mayor diferencia positiva particular de goles, la cual se obtiene sumando los goles de los equipos empatados y restándole los goles recibidos.
5. Mayor cantidad de goles a favor que hayan conseguido en las confrontaciones entre ellos mismos.
6. Como última alternativa, la UNIFFUT realizaría un sorteo para el desempate.

Para determinar los lugares que ocuparán los clubes que participen en la fase final del torneo se tomará como base la tabla de clasificación de cada competición.
Participan por el título de campeón los cuatro primeros clubes de la tabla general de clasificación al término de las 14 jornadas.

### Fase final
Los cuatro clubes calificados para esta fase del torneo serán reubicados de acuerdo con el lugar que ocupen en la tabla general al término de la jornada 14, con el puesto del número uno al club mejor clasificado, y así hasta el número cuatro. Los partidos a esta fase se desarrollarán a visita, en las siguientes etapas:
- Semifinales
- Final

Los clubes vencedores en los partidos de semifinal serán aquellos que en los dos juegos anoten el mayor número de goles. De existir empate en el número de goles anotados, se darán los lanzamientos desde el punto de penal para definir al vencedor.
Los partidos de semifinales se jugarán de la siguiente manera:
En la final participarán los dos clubes vencedores de las semifinales, donde el equipo que cierra la serie será aquel que haya conseguido la mejor posición en la tabla.

## Relevos
8 equipos compiten en la liga: los 7 mejores equipos de la tabla acumulada al finalizar el Torneo Clausura 2023 y el equipo que promovido de la segunda división.
| Pos. | Descendidos a Segunda División |
| ---- | ------------------------------ |
| 8.º  | Cofutpa F. F.                  |

| Campeón. | Ascendidos de Segunda División |
| -------- | ------------------------------ |
| 2023-24  | Tsunami Azul F. F.             |

## Equipos participantes

### Equipos por provincia
| Provincia  | N.º | Equipos                                                          |
| ---------- | --- | ---------------------------------------------------------------- |
| San José   | 4   | Dimas Escazú, Deportivo Saprissa, Sporting F. C. y Pérez Zeledón |
| Limón      | 2   | Municipal Pococí y Puerto Viejo F. C.                            |
| Alajuela   | 1   | L. D. Alajuelense                                                |
| Guanacaste | 1   | Tsunami Azul                                                     |

#### Información de los equipos
| Equipo             | Ciudad                   | Entrenador         | Estadio                 | Aforo  |
| ------------------ | ------------------------ | ------------------ | ----------------------- | ------ |
| L. D. Alajuelense  | Alajuela                 | Wilmer López       | Morera Soto             | 17,895 |
| Deportivo Saprissa | Tibás                    | Adalberto Sánchez  | Ricardo Saprissa        | 23,112 |
| Sporting F. C.     | Pavas                    | Ricardo Valladares | Ernesto Rohrmoser       | 3,000  |
| Municipal Pococí   | Guápiles                 | Rudy Rubí          | Ebal Rodríguez          | 3,300  |
| Pérez Zeledón      | San Isidro de El General | Verónica Acuña     | Municipal Pérez Zeledón | 3,259  |
| Puerto Viejo F. C. | Puerto Viejo             | Carlos Avedissian  | Puerto Viejo            | 1,000  |
| Tsunami Azul       | Santa Cruz               | Jeremy Noguera     | Cacique Diría           | 1,500  |
| Dimas Escazú       | Escazú                   | Geovanni Vargas    | Nicolás Masís           | 4,500  |

#### Relevo de entrenadores
| Equipo       | Entrenador    | Fecha de vacante | Tipo de despido      | Posición en la tabla | Entrenador entrante | Fecha de nombramiento |
| ------------ | ------------- | ---------------- | -------------------- | -------------------- | ------------------- | --------------------- |
| Tsunami Azul | Jack Grollier | 22 de abril      | Recisión de contrato | 8.°                  | Jeremy Noguera      | 26 de abril           |

## Tabla de posiciones
| Pos. | Equipo                  | Pts. | PJ | G  | E | P  | GF | GC | Dif. | Clasificación |
| ---- | ----------------------- | ---- | -- | -- | - | -- | -- | -- | ---- | ------------- |
| 1    | L. D. Alajuelense       | 36   | 13 | 12 | 0 | 1  | 40 | 8  | +32  | Semifinales   |
| 2    | Sporting F. C.          | 28   | 14 | 9  | 1 | 4  | 42 | 19 | +23  | Semifinales   |
| 3    | Dimas Escazú            | 28   | 14 | 9  | 1 | 4  | 35 | 18 | +17  | Semifinales   |
| 4    | Deportivo Saprissa      | 27   | 14 | 9  | 0 | 5  | 37 | 17 | +20  | Semifinales   |
| 5    | Municipal Pococí        | 15   | 13 | 5  | 0 | 8  | 12 | 22 | −10  |               |
| 6    | Puerto Viejo F. C.      | 15   | 14 | 5  | 0 | 9  | 19 | 33 | −14  |               |
| 7    | Tsunami Azul            | 11   | 14 | 3  | 2 | 9  | 18 | 31 | −13  |               |
| 8    | Municipal Pérez Zeledón | 3    | 14 | 1  | 0 | 13 | 8  | 63 | −55  | Último lugar  |

 Fuente: UNIFFUT
Notas:
1. ↑  Alajuelense y Municipal Pococí, suspendieron el partido en la fecha 15 del campeonato, declarando desierto dicho compromiso, por lo que ambos equipos no suman ningún punto.[8]
2. ↑  Alajuelense y Municipal Pococí, suspendieron el partido en la fecha 15 del campeonato, declarando desierto dicho compromiso, por lo que ambos equipos no suman ningún punto.[8]

### Evolución
| Jornada            | 1 | 2 | 3 | 4 | 5 | 6 | 7 | 8 | 9 | 10 | 11 | 12 | 13 | 14 |
| Equipo             |   |   |   |   |   |   |   |   |   |    |    |    |    |    |
| ------------------ | - | - | - | - | - | - | - | - | - | -- | -- | -- | -- | -- |
| Sporting           | 5 | 6 | 4 | 3 | 5 | 5 | 3 | 5 | 4 | 4  | 4  | 4  | 3  | 2  |
| Alajuelense        | 1 | 2 | 1 | 1 | 1 | 1 | 1 | 1 | 1 | 1  | 1  | 1  | 1  | 1  |
| Deportivo Saprissa | 3 | 1 | 2 | 4 | 2 | 2 | 4 | 3 | 2 | 2  | 3  | 3  | 4  | 4  |
| Puerto Viejo       | 8 | 5 | 6 | 6 | 6 | 6 | 7 | 7 | 6 | 6  | 6  | 6  | 6  | 6  |
| Municipal Pococí   | 2 | 3 | 3 | 2 | 4 | 4 | 5 | 4 | 6 | 5  | 5  | 5  | 5  | 5  |
| Tsunami Azul       | 6 | 7 | 8 | 8 | 8 | 8 | 6 | 6 | 7 | 7  | 7  | 7  | 7  | 7  |
| Pérez Zeledón      | 7 | 8 | 7 | 7 | 7 | 7 | 8 | 8 | 8 | 8  | 8  | 8  | 8  | 8  |
| Dimas Escazú       | 4 | 4 | 5 | 5 | 3 | 3 | 2 | 2 | 3 | 3  | 2  | 2  | 2  | 3  |

## Resultados
- Los horarios corresponden al tiempo de Costa Rica (UTC-6).

| Jornada 1          | Jornada 1 | Jornada 1          | Jornada 1         | Jornada 1   | Jornada 1 | Jornada 1   | Jornada 1 |
| Local              | Resultado | Visitante          | Estadio           | Fecha       | Hora      | Transmisión |           |
| ------------------ | --------- | ------------------ | ----------------- | ----------- | --------- | ----------- | --------- |
| Sporting F. C.     | 0-1       | Dimas Escazú       | Ernesto Rohrmoser | 15 de marzo | 20:30     |             |           |
| Deportivo Saprissa | 2-0       | Tsunami Azul       | Ricardo Saprissa  | 16 de marzo | 18:00     |             |           |
| Pérez Zeledón      | 0-4       | Municipal Pococí   | Municipal Pérez   | 17 de marzo | 13:00     |             |           |
| L. D. Alajuelense  | 5-0       | Puerto Viejo F. C. | Morera Soto       | 19 de marzo | 20:00     |             |           |

| Jornada 2          | Jornada 2 | Jornada 2         | Jornada 2        | Jornada 2   | Jornada 2 | Jornada 2   | Jornada 2 |
| Local              | Resultado | Visitante         | Estadio          | Fecha       | Hora      | Transmisión |           |
| ------------------ | --------- | ----------------- | ---------------- | ----------- | --------- | ----------- | --------- |
| Dimas Escazú       | 0-1       | L. D. Alajuelense | Nicolás Masís    | 22 de marzo | 20:00     |             |           |
| Tsunami Azul       | 3-3       | Sporting F. C.    | Cartagena        | 23 de marzo | 15:00     |             |           |
| Deportivo Saprissa | 9-0       | Pérez Zeledón     | Ricardo Saprissa | 24 de marzo | 14:00     |             |           |
| Puerto Viejo F. C. | 2-0       | Municipal Pococí  | Juan Gobán       | 24 de marzo | 14:00     |             |           |

| Jornada 3         | Jornada 3 | Jornada 3          | Jornada 3         | Jornada 3   | Jornada 3 | Jornada 3   | Jornada 3 |
| Local             | Resultado | Visitante          | Estadio           | Fecha       | Hora      | Transmisión |           |
| ----------------- | --------- | ------------------ | ----------------- | ----------- | --------- | ----------- | --------- |
| Pérez Zeledón     | 2-0       | Puerto Viejo F. C. | Municipal Pérez   | 27 de marzo | 15:00     |             |           |
| L. D. Alajuelense | 5-0       | Tsunami Azul       | Morera Soto       | 27 de marzo | 17:00     |             |           |
| Sporting F. C.    | 4-3       | Deportivo Saprissa | Ernesto Rohrmoser | 27 de marzo | 17:00     |             |           |
| Municipal Pococí  | 1-0       | Dimas Escazú       | Ebal Rodríguez    | 27 de marzo | 19:00     |             |           |

| Jornada 4          | Jornada 4 | Jornada 4          | Jornada 4         | Jornada 4   | Jornada 4 | Jornada 4   | Jornada 4 |
| Local              | Resultado | Visitante          | Estadio           | Fecha       | Hora      | Transmisión |           |
| ------------------ | --------- | ------------------ | ----------------- | ----------- | --------- | ----------- | --------- |
| Dimas Escazú       | 4-0       | Puerto Viejo F. C. | Nicolás Masís     | 12 de abril | 20:00     |             |           |
| Tsunami Azul       | 0-1       | Municipal Pococí   | Cartagena         | 13 de abril | 14:00     |             |           |
| Sporting F. C.     | 7-1       | Pérez Zeledón      | Ernesto Rohrmoser | 13 de abril | 16:00     |             |           |
| Deportivo Saprissa | 1-3       | L. D. Alajuelense  | Ricardo Saprissa  | 14 de abril | 14:00     |             |           |

| Jornada 5          | Jornada 5 | Jornada 5          | Jornada 5       | Jornada 5   | Jornada 5 | Jornada 5   | Jornada 5 |
| Local              | Resultado | Visitante          | Estadio         | Fecha       | Hora      | Transmisión |           |
| ------------------ | --------- | ------------------ | --------------- | ----------- | --------- | ----------- | --------- |
| Pérez Zeledón      | 1-7       | Dimas Escazú       | Municipal Pérez | 19 de abril | 19:00     |             |           |
| Puerto Viejo F. C. | 2-0       | Tsunami Azul       | Juan Gobán      | 20 de abril | 14:00     |             |           |
| Municipal Pococí   | 0-2       | Deportivo Saprissa | Ebal Rodríguez  | 21 de abril | 13:00     |             |           |
| L. D. Alajuelense  | 1-0       | Sporting F. C.     | Morera Soto     | 21 de abril | 16:30     |             |           |

| Jornada 6          | Jornada 6 | Jornada 6          | Jornada 6         | Jornada 6   | Jornada 6 | Jornada 6   | Jornada 6 |
| Local              | Resultado | Visitante          | Estadio           | Fecha       | Hora      | Transmisión |           |
| ------------------ | --------- | ------------------ | ----------------- | ----------- | --------- | ----------- | --------- |
| L. D. Alajuelense  | 7-0       | Pérez Zeledón      | Morera Soto       | 26 de abril | 19:00     |             |           |
| Deportivo Saprissa | 2-0       | Puerto Viejo F. C. | Ricardo Saprissa  | 26 de abril | 20:00     |             |           |
| Sporting F. C.     | 2-0       | Municipal Pococí   | Ernesto Rohrmoser | 26 de abril | 20:30     |             |           |
| Tsunami Azul       | 1-2       | Dimas Escazú       | Cartagena         | 28 de abril | 11:00     |             |           |

| Jornada 7          | Jornada 7 | Jornada 7          | Jornada 7       | Jornada 7 | Jornada 7 | Jornada 7   | Jornada 7 |
| Local              | Resultado | Visitante          | Estadio         | Fecha     | Hora      | Transmisión |           |
| ------------------ | --------- | ------------------ | --------------- | --------- | --------- | ----------- | --------- |
| Dimas Escazú       | 2-1       | Deportivo Saprissa | Nicolás Masís   | 3 de mayo | 20:00     |             |           |
| Puerto Viejo F. C. | 0-4       | Sporting F. C.     | Juan Gobán      | 4 de mayo | 14:00     |             |           |
| Municipal Pococí   | 0-4       | L. D. Alajuelense  | Ebal Rodríguez  | 5 de mayo | 13:00     |             |           |
| Pérez Zeledón      | 1-3       | Tsunami Azul       | Municipal Pérez | 5 de mayo | 15:00     |             |           |

| Jornada 8          | Jornada 8 | Jornada 8          | Jornada 8      | Jornada 8  | Jornada 8 | Jornada 8   | Jornada 8 |
| Local              | Resultado | Visitante          | Estadio        | Fecha      | Hora      | Transmisión |           |
| ------------------ | --------- | ------------------ | -------------- | ---------- | --------- | ----------- | --------- |
| Dimas Escazú       | 2-0       | Sporting F. C.     | Nicolás Masís  | 10 de mayo | 19:00     |             |           |
| Puerto Viejo F. C. | 2-3       | L. D. Alajuelense  | Puerto Viejo   | 11 de mayo | 14:00     |             |           |
| Tsunami Azul       | 1-3       | Deportivo Saprissa | Cartagena      | 11 de mayo | 14:00     |             |           |
| Municipal Pococí   | 4-1       | Pérez Zeledón      | Ebal Rodríguez | 11 de mayo | 20:00     |             |           |

| Jornada 9         | Jornada 9 | Jornada 9          | Jornada 9         | Jornada 9  | Jornada 9 | Jornada 9   | Jornada 9 |
| Local             | Resultado | Visitante          | Estadio           | Fecha      | Hora      | Transmisión |           |
| ----------------- | --------- | ------------------ | ----------------- | ---------- | --------- | ----------- | --------- |
| Municipal Pococí  | 1-2       | Puerto Viejo F. C. | Ebal Rodríguez    | 14 de mayo | 19:00     |             |           |
| Pérez Zeledón     | 0-3       | Deportivo Saprissa | Municipal Pérez   | 15 de mayo | 15:00     |             |           |
| Sporting F. C.    | 5-2       | Tsunami Azul       | Ernesto Rohrmoser | 15 de mayo | 15:00     |             |           |
| L. D. Alajuelense | 4-2       | Dimas Escazú       | Morera Soto       | 16 de mayo | 18:00     |             |           |

| Jornada 10         | Jornada 10 | Jornada 10        | Jornada 10       | Jornada 10 | Jornada 10 | Jornada 10  | Jornada 10 |
| Local              | Resultado  | Visitante         | Estadio          | Fecha      | Hora       | Transmisión |            |
| ------------------ | ---------- | ----------------- | ---------------- | ---------- | ---------- | ----------- | ---------- |
| Puerto Viejo F. C. | 3-1        | Pérez Zeledón     | Puerto Viejo     | 18 de mayo | 13:00      |             |            |
| Tsunami Azul       | 0-2        | L. D. Alajuelense | Cartagena        | 19 de mayo | 13:30      |             |            |
| Dimas Escazú       | 5-0        | Municipal Pococí  | Nicolás Masís    | 19 de mayo | 14:00      |             |            |
| Deportivo Saprissa | 4-1        | Sporting F. C.    | Ricardo Saprissa | 20 de mayo | 19:00      |             |            |

| Jornada 11         | Jornada 11 | Jornada 11         | Jornada 11      | Jornada 11 | Jornada 11 | Jornada 11  | Jornada 11 |
| Local              | Resultado  | Visitante          | Estadio         | Fecha      | Hora       | Transmisión |            |
| ------------------ | ---------- | ------------------ | --------------- | ---------- | ---------- | ----------- | ---------- |
| L. D. Alajuelense  | 1-0        | Deportivo Saprissa | Morera Soto     | 24 de mayo | 20:00      |             |            |
| Puerto Viejo F. C. | 3-4        | Dimas Escazú       | Puerto Viejo    | 25 de mayo | 13:00      |             |            |
| Pérez Zeledón      | 0-7        | Sporting F. C.     | Municipal Pérez | 25 de mayo | 15:00      |             |            |
| Municipal Pococí   | 1-0        | Tsunami Azul       | Ebal Rodríguez  | 3 de junio | 19:00      |             |            |

| Jornada 12         | Jornada 12 | Jornada 12         | Jornada 12        | Jornada 12 | Jornada 12 | Jornada 12  | Jornada 12 |
| Local              | Resultado  | Visitante          | Estadio           | Fecha      | Hora       | Transmisión |            |
| ------------------ | ---------- | ------------------ | ----------------- | ---------- | ---------- | ----------- | ---------- |
| Dimas Escazú       | 2-0        | Pérez Zeledón      | Nicolás Masís     | 7 de junio | 20:00      |             |            |
| Deportivo Saprissa | 2-0        | Municipal Pococí   | Ricardo Saprissa  | 7 de junio | 20:00      |             |            |
| Tsunami Azul       | 1-0        | Puerto Viejo F. C. | Cartagena         | 8 de junio | 14:00      |             |            |
| Sporting F. C.     | 3-1        | L. D. Alajuelense  | Ernesto Rohrmoser | 8 de junio | 20:00      |             |            |

| Jornada 13         | Jornada 13 | Jornada 13         | Jornada 13      | Jornada 13  | Jornada 13 | Jornada 13  | Jornada 13 |
| Local              | Resultado  | Visitante          | Estadio         | Fecha       | Hora       | Transmisión |            |
| ------------------ | ---------- | ------------------ | --------------- | ----------- | ---------- | ----------- | ---------- |
| Puerto Viejo F. C. | 4-2        | Deportivo Saprissa | Puerto Viejo    | 12 de junio | 13:00      |             |            |
| Pérez Zeledón      | 0-3        | L. D. Alajuelense  | Municipal Pérez | 12 de junio | 16:00      |             |            |
| Municipal Pococí   | 0-2        | Sporting F. C.     | Ebal Rodríguez  | 12 de junio | 19:00      |             |            |
| Dimas Escazú       | 3-3        | Tsunami Azul       | Nicolás Masís   | 12 de junio | 20:00      |             |            |

| Jornada 14         | Jornada 14 | Jornada 14         | Jornada 14        | Jornada 14  | Jornada 14 | Jornada 14  | Jornada 14 |
| Local              | Resultado  | Visitante          | Estadio           | Fecha       | Hora       | Transmisión |            |
| ------------------ | ---------- | ------------------ | ----------------- | ----------- | ---------- | ----------- | ---------- |
| Deportivo Saprissa | 3-1        | Dimas Escazú       | "Colleya" Fonseca | 15 de junio | 15:00      |             |            |
| Sporting F. C.     | 4-1        | Puerto Viejo F. C. | Ernesto Rohrmoser | 15 de junio | 15:00      |             |            |
| L. D. Alajuelense  | 0-0        | Municipal Pococí   | Morera Soto       | 15 de junio | 15:00      |             |            |
| Tsunami Azul       | 4-1        | Pérez Zeledón      | Cartagena         | 16 de junio | 9:00       |             |            |

## Fase final

### Cuadro de desarrollo
|  | Semifinales 19 y 20 de junio (ida) 22 y 23 de junio (vuelta) | Semifinales 19 y 20 de junio (ida) 22 y 23 de junio (vuelta) | Semifinales 19 y 20 de junio (ida) 22 y 23 de junio (vuelta) | Semifinales 19 y 20 de junio (ida) 22 y 23 de junio (vuelta) | Semifinales 19 y 20 de junio (ida) 22 y 23 de junio (vuelta) |   |    | Final 30 de junio (ida) 6 de julio (vuelta) | Final 30 de junio (ida) 6 de julio (vuelta) | Final 30 de junio (ida) 6 de julio (vuelta) | Final 30 de junio (ida) 6 de julio (vuelta) | Final 30 de junio (ida) 6 de julio (vuelta) |
|  |                                                              |                                                              |                                                              |                                                              |                                                              |   |    |                                             |                                             |                                             |                                             |                                             |
|  | 1                                                            | L. D. Alajuelense                                            | 3                                                            | 2                                                            | 5                                                            |   |    |                                             |                                             |                                             |                                             |                                             |
|  | 4                                                            | Deportivo Saprissa                                           | 1                                                            | 0                                                            | 1                                                            |   |    |                                             |                                             |                                             |                                             |                                             |
|  |                                                              |                                                              |                                                              |                                                              |                                                              |   | F1 | L. D. Alajuelense                           | 4                                           | 3                                           | 7                                           |                                             |
|  |                                                              | F2                                                           | Sporting F. C.                                               | 0                                                            | 1                                                            | 1 |    |                                             |                                             |                                             |                                             |                                             |
|  | 2                                                            | Sporting F. C.                                               | 3                                                            | 2                                                            | 5                                                            |   |    |                                             |                                             |                                             |                                             |                                             |
|  | 3                                                            | Dimas Escazú                                                 | 2                                                            | 0                                                            | 2                                                            |   |    |                                             |                                             |                                             |                                             |                                             |

### Semifinales

#### L. D. Alajuelense vs. Deportivo Saprissa
| 20 de junio | Deportivo Saprissa | 1:3 (1:1) | L. D. Alajuelense                  | Estadio Ricardo Saprissa, Tibás |  |
| 20:00       | Venegas 14'        | Reporte   | Scott 33' · Mesén 53' · Rangel 84' |                                 |  |

| 23 de junio | L. D. Alajuelense               | 2:0 (0:0) (Global 5:1) | Deportivo Saprissa | Estadio Alejandro Morera Soto, Alajuela |  |
| 16:00       | Villalobos 51' · Villanueva 73' | Reporte                |                    |                                         |  |

#### Sporting F. C. vs. Dimas Escazú
| 19 de junio | Dimas Escazú                | 2:3 (1:2) | Sporting F. C.                                | Estadio Nicolás Masís, Escazú |  |
| 20:00       | Wetherell 8' · Figueroa 86' | Reporte   | J. Rodríguez 32' · M. Díaz 44' · Vallejos 89' |                               |  |

| 22 de junio | Sporting F. C.           | 2:0 (1:0) (Global 5:2) | Dimas Escazú | Estadio Ernesto Rohrmoser, Pavas |  |
| 18:00       | Fonseca 36' · Flores 65' | Reporte                |              |                                  |  |

### Final

#### L. D. Alajuelense vs. Sporting F. C.
| 30 de junio | Sporting F. C. | 0:4 (0:2) | L. D. Alajuelense                                | Estadio Ernesto Rohrmoser, Pavas |  |
| 19:00       |                | Reporte   | Guillén 13' · Gómez 22' · Rangel 53' · Mesén 87' |                                  |  |

| 6 de julio | L. D. Alajuelense                        | 3:1 (0:1) (Global 7:1) | Sporting F. C. | Estadio Alejandro Morera Soto, Alajuela |  |
| 19:00      | Mills 17' · Umaña 52' (a.g.) · Gómez 84' | Reporte                | Corrales 52'   |                                         |  |

### Plantilla del Campeón
- Noelia Bermúdez, Gabriela Guillén, Alexandra Pinell, Keilyn Gómez, María Paula Coto, Kenia Rangel, Sheika Scott, Sianyf Agüero, Emilie Valenciano, Natalia Mills, Fabiola Villalobos, Dayanna Pérez, Anyela Mesén, Kari Johnston, Carolina Mi, Yoanka Villanueva, Marilenis Oporta, Viviana Chinchilla, María Paula Arce, Katherine Arroyo, Alexa Herrera, Stephanie Blanco
- DT: Wilmer López

|                           |
| Campeón L. D. Alajuelense |
| 8.to título               |

## Estadísticas

### Goleadoras
Se muestra un listado de las máximas goleadoras del Torneo Apertura.
| Jugadora           | Club               | Goles |
| ------------------ | ------------------ | ----- |
| Anyela Mesén       | L. D. Alajuelense  | 13    |
| Carolina Venegas   | Deportivo Saprissa | 9     |
| Katrina Wetherell  | Dimas Escazú       | 8     |
| María Figueroa     | Dimas Escazú       | 8     |
| Diana Vallejos     | Sporting F. C.     | 7     |
| Hillary Corrales   | Sporting F. C.     | 7     |
| Verónica Matarrita | Deportivo Saprissa | 6     |

### Tripletes o más
| Fecha       | Jugadora           | Goles         | Local              |  | Resultado |  | Visitante      | Jornada |
| ----------- | ------------------ | ------------- | ------------------ |  | --------- |  | -------------- | ------- |
| 23 de marzo | Diana Vallejos     | 45+4' 53' 87' | Tsunami Azul       |  | 3 - 3     |  | Sporting F. C. | 2       |
| 24 de marzo | Verónica Matarrita | 4' 40' 78'    | Deportivo Saprissa |  | 9 - 0     |  | Pérez Zeledón  | 2       |